# 恒星引力影视传媒
恒星引力影视传媒（英語：Stellar Media），全称上海恒星引力影视传媒有限公司，是中国大陆一家影视制作公司，2018年由王一栩建立。该公司制作出品了《怪你过分美丽》、《苍兰诀》等电视剧。

## 电视剧制作
| 首播年份 | 劇名                 | 劇集主演       | 首播平台                         | 备注（含联合出品）                     |
| 2018年   | 《爱国者》           | 張魯一、佟麗婭 | 江苏卫视、愛奇藝、騰訊視頻、優酷 | 旗下任性文化                           |
| 2019年   | 《晨阳》             | 楊仕澤、蔡知辰 | 爱奇艺                           | 旗下任性文化                           |
| 2019年   | 《追球》             | 范世錡、卜冠今 | 爱奇艺                           | [ 6 ]                                  |
| 2019年   | 《从前有座灵剑山》   | 許凱、張榕容   | 爱奇艺、腾讯视频                 | [ 7 ]                                  |
| 2020年   | 《怪你过分美丽》     | 秦嵐、高以翔   | 爱奇艺                           |                                        |
| 2022年   | 《苍兰诀》           | 虞書欣、王鶴棣 | 爱奇艺                           |                                        |
| 2022年   | 《谢谢你医生》       | 楊冪、白宇     | 央视八套、愛奇藝、騰訊視頻       | [ 8 ]                                  |
| 2023年   | 《七时吉祥》         | 杨超越、丁禹兮 | 愛奇藝                           |                                        |
| 2023年   | 《我要逆风去》       | 龔俊、鍾楚曦   | 愛奇藝、東方衛視                 |                                        |
| 2024年   | 《狐妖小红娘月红篇》 | 楊冪、龔俊     | 愛奇藝                           | 閱文影視                               |
| 2024年   | 《永夜星河》         | 虞書欣、丁禹兮 | 騰訊視頻                         | 改編自白羽摘雕弓小說《黑蓮花攻略手冊》 |
| 2025年   | 《淮水竹亭》         | 劉詩詩、張雲龍 | 愛奇藝                           | 閱文影視                               |
| 2025年   | 《與晉長安》         | 宋轶、丞磊     | 愛奇藝                           | 藝達影視                               |
| 待播     | 《狐妖小红娘王權篇》 | 成毅、李一桐   | 愛奇藝                           | 閱文影視                               |
| 待播     | 《古樂風華錄》       | 李一桐、陳鑫海 | 騰訊視頻                         | 藍港影業                               |
| 拍攝中   | 《來戰》             | 鞠婧禕、張雲龍 | 腾讯视频、爱奇艺                 | 爱奇艺、腾讯视频                       |
| 拍攝中   | 《有戲》             | 吳宣儀、翟瀟聞 | 爱奇艺                           | 可愛星球                               |
| 待拍     | 《長安古意》         |                | 湖南衛視、芒果TV                 |                                        |
| 待拍     | 《渡心訣》           |                | 愛奇藝                           |                                        |
| 待拍     | 《窃心訣》           |                | 愛奇藝                           |                                        |
| 待拍     | 《師父年少》         |                | 愛奇藝                           |                                        |
| 待拍     | 《萬花世界》         | 鞠婧禕         | 愛奇藝                           | 改編自時代漫王小說《萬渣朝凰》         |
| 待拍     | 《許你星河千里》     |                | 愛奇藝                           |                                        |
| 待拍     | 《七星彩》           |                | 優酷                             |                                        |
| 待拍     | 《和離》             |                | 優酷                             |                                        |
| 待拍     | 《末日特情處》       |                | 腾讯视频                         | 改編自邊鹿小說《末日特情處》           |

## 电影制作
| 首映年份（公映） | 片名                 | 备注（含联合出品） |
| 2018年           | 《快把我哥带走》     | [ 10 ]             |
| 2019年           | 《风中有朵雨做的云》 | [ 11 ]             |
| 2021年           | 《诗人》             | [ 12 ] [ 13 ]      |

## 動畫制作
| 首播年份 | 劇名              | 首播平台 | 备注（含联合出品/製作公司） |
| 2022年   | 《苍兰诀(上)》    | 爱奇艺   | 洛水花原                    |
| 2022年   | 《苍兰诀(下)》    | 爱奇艺   | 洛水花原                    |
| 2025年   | 《苍兰诀 第二季》 | 爱奇艺   | 洛水花原                    |

## 节目製作
| 年份   | 播出平台       | 名稱           | 固定參與藝人                             | 备注（含联合出品/製作公司） |
| 2024年 | 騰訊視頻、抖音 | 《閃耀的恆星》 | 虞書欣、丁禹兮、祝緒丹、楊仕澤(竹林四俠) | 乐影华亿传媒                |

## 旗下人员

### 现签约
- 现签约艺人：郭晓婷
- 现签约导演：钱敬午、英英鹿、趙一龍、李南等
- 现签约作家/编剧：殿前欢、九鹭非香、笙离、桃桃一轮、简暗、未再、刘晓琳、孙苑等

### 已离开
- 已离开艺人：朱元冰（合同纠纷）
- 已離開导演：伊峥（加入萌樣影視）